# Monsters (Funeral for a Friend)
Monsters è un singolo dei Funeral for a Friend, pubblicato il 28 agosto 2005 come seconda canzone estratta da Hours, l'album uscito lo stesso anno. Ha raggiunto la 36ª posizione nella Official Singles Chart.

## Video
Il video è ambientato in una foresta, e raffigura alternativamente la band che esegue la canzone alle scene della storia, in cui una persona sta fuggendo braccata dai suoi inseguitori, ma viene alla fine preso, picchiato e lasciato alla mercé del cane da caccia che questi portavano con loro (una sorta di monster, alludendo al titolo della canzone).

## Tracce
CD
1. Monsters – 3:29
2. Sunday Bloody Sunday (Cover dagli U2) – 4:24

Vinile
1. Monsters – 3:29
2. Babylon's Burning (Cover dai The Ruts) – 2:32

Digitale
1. Monsters – 3:29
2. The Boys Are Back in Town (Cover dai Thin Lizzy) – 4:19
3. Monsters (Jagz Kooner remix) – 5:11

## Artwork
La copertina del singolo presenta presenta gli armadietti di scuola che si intravedono anche dietro alla ragazza sulla copertina di Hours, ma stavolta uno di essi è aperto e dentro vi sono vari oggetti, come uno skateboard, una giacca e una cintura.

## Formazione

### Band
- Matthew Davies-Kreye - voce
- Kris Coombs-Roberts - chitarra
- Darran Smith - chitarra
- Ryan Richards - batteria
- Gareth Davies - basso

### Altro personale
- Terry Date - produzione, registrazione e mixaggio
- Junichi "Jun" Murakawa - Assistente al mixaggio presso Bay 7
- Ted Jensen - Masterizzazione presso Sterling Sound (New York)